# Muntura d'objectiu

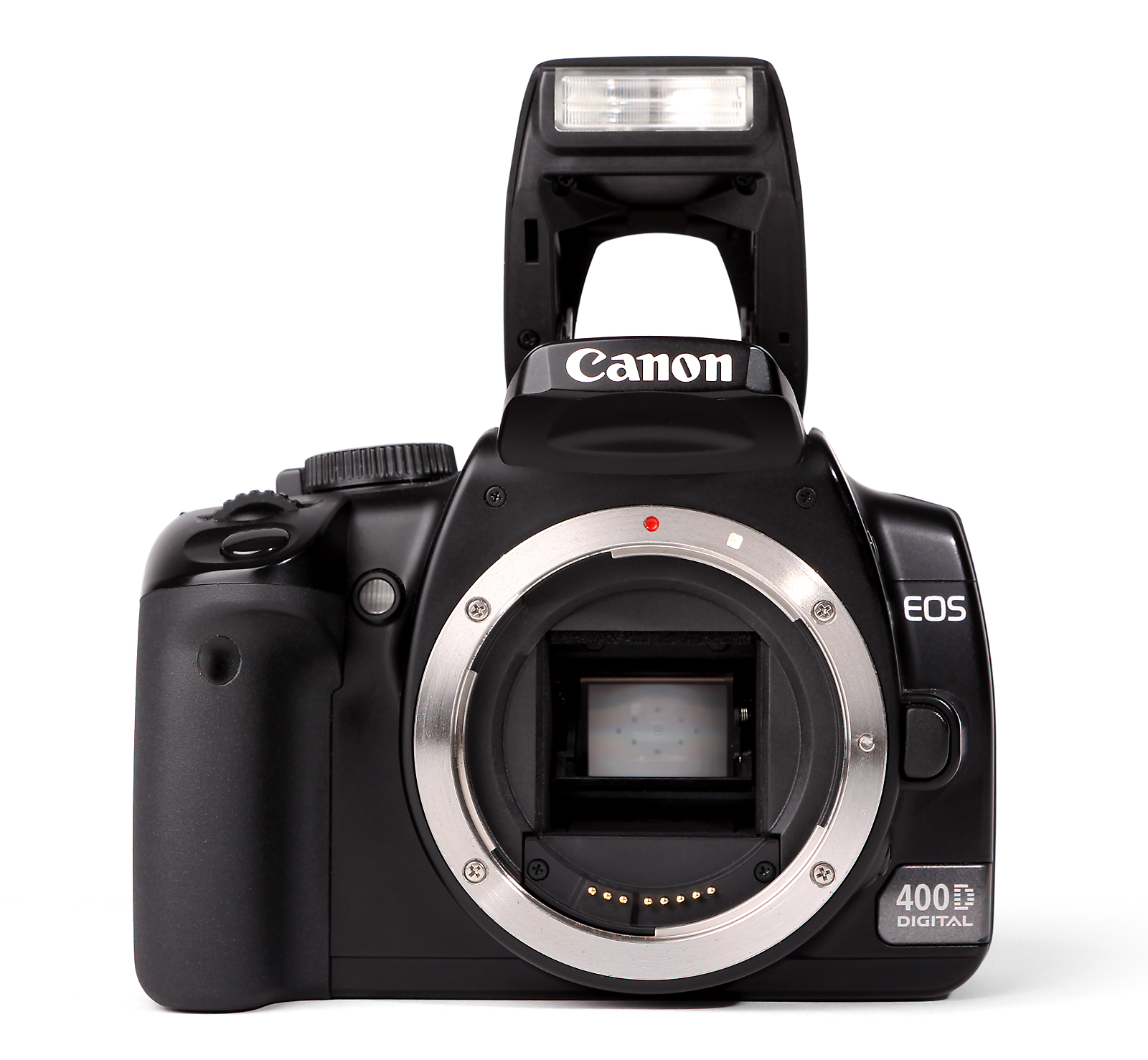
Canon EOS 400D amb muntura d'objectiu oberta.

Una muntura d'objectiu és una interfície mecànica (i sovint també elèctrica) entre el cos d'una càmera fotogràfica i un objectiu. S'utilitza en càmeres els cossos de les quals permeten objectius intercanviables, més comunament les tipus SLR, MILC o qualsevol càmera de cinema de 16 mm o major format.
Les muntures d'objectiu són també usades per connectar components òptics en instruments no necessàriament relacionats amb càmeres, com els components modulars utilitzats en laboratoris òptics, que s'uneixen per mitjà de muntures tipus C o T.

## Tipus de muntura en fotografia

Objectius venuts per any i per tipus de muntura

## Tipus de muntura en fotografia[3][4][5][6][7]
| Muntura             | Càmera       | Sensor                     | Ús                           |
| ------------------- | ------------ | -------------------------- | ---------------------------- |
| Adaptall            | Reflex       | 35mm                       | Fotografia química           |
| Adapt-A-Matic       | Reflex       | 35mm                       | Fotografia química           |
| Asahiflex M37       | Reflex       | 35mm                       | Fotografia química           |
| Bronica GS-1        | Reflex       | Mig format                 | Fotografia química           |
| Bronica ETR         | Reflex       | Mig format                 | Fotografia química           |
| Bronica SQ          | Reflex       | Mig format                 | Fotografia química           |
| Canon EF            | Reflex       | 35mm / Full Frame          | Fotografia digital / química |
| Canon EF-M          | MILC         | APS-C                      | Fotografia digital           |
| Canon EF-S          | Reflex       | APS-C                      | Fotografia digital           |
| Canon FD            | Reflex       | 35mm                       | Fotografia química           |
| Canon FL            | Reflex       | 35mm                       | Fotografia química           |
| Canon R             | Reflex       | 35mm                       | Fotografia química           |
| Canon RF            | MILC         | Full Frame / APS-C         | Fotografia digital           |
| Canon SV            | Reflex       | 2/3"                       | Fotografia electrònica       |
| Contarex            | Reflex       | 35mm                       | Fotografia química           |
| Contax G            | Telemètreica | 35mm                       | Fotografia química           |
| Contax N            | Reflex       | 35mm                       | Fotografia digital           |
| Contax / Yashica    | Reflex       | 35mm                       | Fotografia química           |
| Contax 645          | Reflex       | Mig format                 | Fotografia química           |
| DJI DL              | Mòdul        | APS-C                      | Fotografia digital           |
| Fujica X            | Reflex       | 35mm                       | Fotografia química           |
| Fujifilm G          | MILC         | Mig format                 | Fotografia digital           |
| Fujifilm X          | MILC         | APS-C                      | Fotografia digital           |
| Hasselblad H        | Reflex       | Mig format                 | Fotografia digital / química |
| Hasselblad XCD      | MILC         | Mig format                 | Fotografia digital           |
| Hasselblad XPan     | Telemètreica | 35mm                       | Fotografia química           |
| Konica AR           | Reflex       | 35mm                       | Fotografia química           |
| Konica KM           | Telemètreica | 35mm                       | Fotografia química           |
| Kowa six            | Reflex       | Mig format                 | Fotografia química           |
| Leica L             | MILC         | Full Frame                 | Fotografia digital           |
| Leica M             | Telemètreica | 35mm / Full Frame          | Fotografia digital / química |
| Leica R             | Reflex       | 35mm                       | Fotografia digital           |
| Leica S             | Reflex       | Mig format                 | Fotografia digital           |
| Mamiya 6            | Telemètreica | Mig format                 | Fotografia química           |
| Mamiya 7            | Telemètreica | Mig format                 | Fotografia química           |
| Mamiya RB67         | Reflex       | Mig format                 | Fotografia química           |
| Mamiya RZ67         | Reflex       | Mig format                 | Fotografia química           |
| Mamiya 645          | Reflex       | Mig format                 | Fotografia química           |
| Micro Quatre Terços | MILC         | Micro Quatre Terços        | Fotografia digital           |
| Minolta A           | Reflex       | 35mm / Full Frame / APS-C  | Fotografia digital / química |
| Minolta SR/MD/MC    | Reflex       | 35mm                       | Fotografia química           |
| Minolta V           | Reflex       | APS                        | Fotografia digital /quimica  |
| Narciss M24         | Reflex       | 16mm                       | Fotografia química           |
| Nikon 1             | MILC         | 1"                         | Fotografia digital           |
| Nikon F             | Reflex       | 35mm / Full Frame / APS-C  | Fotografia digital / química |
| Nikon S             | Telemètreica | 35mm                       | Fotografia química           |
| Nikon Z             | MILC         | Full Frame / APS-C         | Fotografia digital           |
| Olympus OM          | Reflex       | 35mm                       | Fotografia química           |
| Olympus Pen F       | Reflex       | 35mm                       | Fotografia química           |
| Pentax K            | Reflex       | 35mm / Full Frame / APS-C  | Fotografia digital / química |
| Pentax 6x7          | Reflex       | Mig format                 | Fotografia química           |
| Pentax Q            | MILC         | 1/2,3" i 1/1,7"            | Fotografia digital           |
| Pentina             | Reflex       | 35mm                       | Fotografia química           |
| Praktica            | Reflex       | 35mm                       | Fotografia química           |
| Quatre Terços       | Reflex       | Quatre Terços              | Fotografia digital           |
| Rollei QBM          | Reflex       | 35mm                       | Fotografia química           |
| Rosca M39           | Telemètreica | 35mm                       | Fotografia química           |
| Rosca M42           | Reflex       | 35mm                       | Fotografia química           |
| Samsung NX          | MILC         | APS-C                      | Fotografia digital           |
| Samsung NX Mini     | MILC         | 1"                         | Fotografia digital           |
| Sigma SA            | Reflex       | 35mm / Foveon / Full Frame | Fotografia digital / química |
| Sony E              | MILC         | Full Frame / APS-C         | Fotografia digital           |
| T                   | Reflex       | 35mm                       | Fotografia química           |

## Tipus de muntura en altres camps
Altres tipus de muntura, utilitzats en equips de cinema o en dispositius d'ús industrial o científic:
| Muntura         | Sensor     | Ús        |
| --------------- | ---------- | --------- |
| Muntura B-4     | 2/3"       | Broadcast |
| Muntura C       | 16mm       | Cine      |
| Muntura D       | 8mm        | Cine      |
| Muntura PL      | 16mm i 8mm | Cine      |
| Muntura Maxi PL | 65mm       | Cine      |
| Muntura LPL     | Full Frame | Cine      |

## Adaptadors

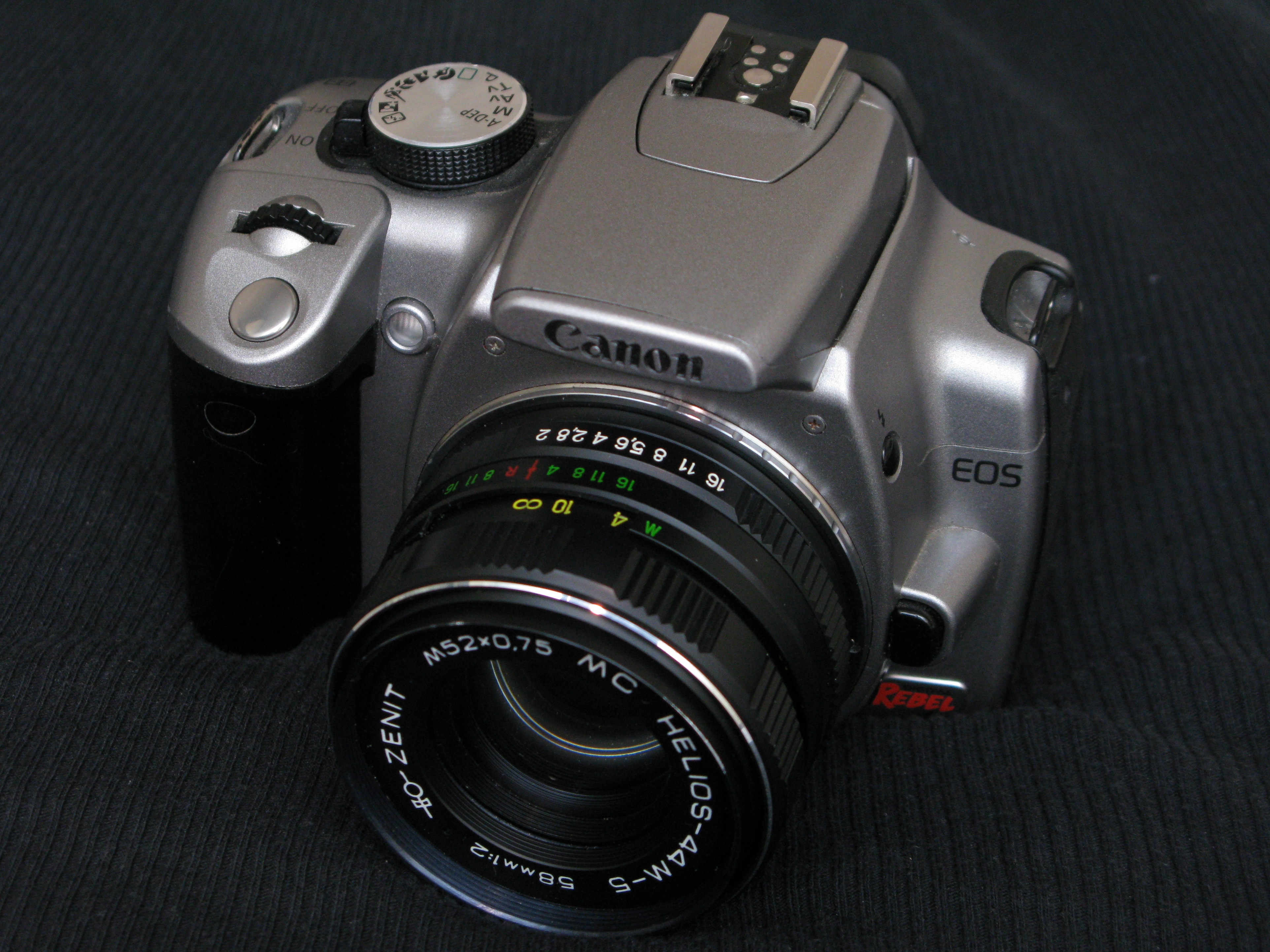
Canon EOS Rebel XT amb un objectiu Helios-44M-5 58mm f/2 i un adaptador de muntura rosca M42 a Canon EF

Algunes vegades és possible utilitzar els objectius amb una certa muntura en una càmera amb una altra muntura diferent mitjançant l'ús d'un adaptador. De vegades aquests adaptadors només són peces metàl·liques sense lents i altres vegades tenen lents. En el segon cas sol haver-hi pèrdua de qualitat de la imatge. També existeixen adaptadors que reemplacen peces originals de la muntura nativa per aquelles d'una nova muntura. Generalment l'ús d'adaptadors implica perdre les comunicacions mecàniques i electròniques entre l'objectiu i la càmera, perdent per això els automatismes.